# Нова Горица
 Тази статия е за града.  За футболния клуб вижте Нова Горица (отбор).  
Нова Горица (на словенски: Nova Gorica) е град в регион Гориция, Западна Словения, намиращ се на границата с Италия. Населението му е 12 968 души (по приблизителна оценка от януари 2018 г.).
Нова Горица е нов град, изграден през 1948 година, когато Парижкият мирен договор постановява нова граница между Югославия и Италия, оставяйки голяма част от провинция Гориция заедно с град Гориция (на словенски Горица) извън пределите на Югославия.

## Спорт
В града има футболен клуб, който носи името „Нова Горица“.

## Побратимени градове
- Сан Вендемиано, Италия